# Raión de Lypovets
Raión de Lýpovets (en ucraniano: Липовецький район) es un antiguo raión o distrito de Ucrania en el óblast de Vínnytsia. 
Comprende una superficie de 970 km².
La capital fue la ciudad de Lýpovets.

## Demografía
Según estimación 2010, contaba con una población total de 40236 habitantes.

## Otros datos
El código KOATUU es 522200000. El código postal 22500 y el prefijo telefónico +380 4358.